# Vietlinux
VietLinux là sản phẩm của công ty trách nhiệm hữu hạn Tin Học và Thương mại Thiên Minh, đã được đăng ký sở hữu trí tuệ tại Cục Sở Hữu Trí Tuệ của nước Cộng hoà xã hội chủ nghĩa Việt Nam.
VietLinux thực chất là Mandrake Linux 10 sử dụng giao diện tương tự Windows XP và một số khác biệt về phần mềm đi kèm.